# Sainte-Léocadie
Sainte-Léocadie (katalanisch Santa Llocaia) ist eine französische Gemeinde mit 140 Einwohnern (Stand 1. Januar 2022) im Département Pyrénées-Orientales in der Region Okzitanien. Sie gehört zum Arrondissement Prades und zum Kanton Les Pyrénées catalanes.
Der kleine Flugplatz im Norden des Ortes beherbergt die Gebirgsflugschule der Aviation légère de l’armée de Terre, den französischen Heeresfliegern.

## Nachbargemeinden
Nachbargemeinden von Sainte-Léocadie sind Llívia (Spanien) im Norden, Saillagouse im Nordosten, Err im Osten, Osséja im Südosten, Nahuja im Süden und Bourg-Madame im Westen.

## Bevölkerungsentwicklung
| Jahr      | 1962 | 1968 | 1975 | 1982 | 1990 | 1999 | 2013 |
| Einwohner | 77   | 74   | 74   | 81   | 116  | 140  | 141  |

## Sehenswürdigkeiten
- Romanische Kirche Sainte-Léocadie (Monument historique)
- Ferme Cal Mateu (Bauernhof, Monument historique)